# Bedelbrief
Een bedelbrief is een bericht waarin de afzender de ontvanger verzoekt geld of goederen aan hem of een door hem gesteld doel te verstrekken.
De term heeft een negatieve klank en suggereert dat de afzender om geld of spullen bedelt, of het nu gaat om een individu met puur persoonlijke doelen of om een stichting die op deze manier de mensen verzoekt om geld over te maken of "de collectant die bij u aan de deur komt" een bijdrage te geven, uiteraard voor het goede doel.
Bij bedelbrieven kan sprake zijn van oplichting, bijvoorbeeld wanneer de afzender van de brief niet de stichting is die hij of zij beweert te zijn of het geld niet aan het goede doel besteedt. Ook worden er soms grote aantallen e-mails rondgestuurd door iemand met een bepaald doel, waarin wordt ingespeeld op de hulpbereidheid van de hem onbekende ontvangers. Ook kan het in één op één contacten, zoals een aanvankelijk normaal ogende correspondentie, voorkomen dat een van de partijen plotseling aandacht begint te vragen voor een probleem.